# 秋の湖
秋の湖（Lacus Autumni）は、月の海の一つで、月の西縁に位置する。月面緯度は南緯9.9°、月面経度は西経83.9°で、直径は183km。
東の海の北東に位置し、南東から北西方向に伸びている。湖の中央部と南東部の一部にはアルベドが通常の月の海構成物よりも低い箇所が見られる。
秋の湖は、東の海周囲の同心円構造の中にある。この構造は東の海形成時の小天体衝突に由来するものであり、秋の海はこの同心円構造による山脈の間にある。